# 4951 Iwamoto
4951 Iwamoto eller 1990 BM är en asteroid i huvudbältet som upptäcktes den 21 januari 1990 av de båda japanska astronomerna Toshimasa Furuta och Yoshikane Mizuno vid Kani-observatoriet. Den är uppkallad efter den japanske astronomen Masayuki Iwamoto.
Asteroiden har en diameter på ungefär 5 kilometer.